# Koiné görög nyelv

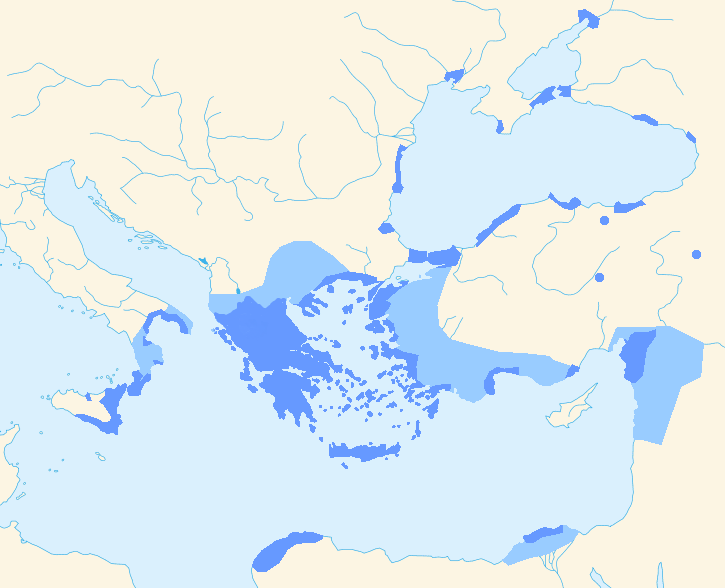
Olyan területek, ahol valószínűleg a görög nyelvűek voltak többségben. Itt már Kr.e. 323 előtt beszéltek görögül.
Kr.e. 323 és 31 között intenzíven hellenizálódott területek, jelentős görög nyelvű kisebbséggel.

A koiné görög  (κοινὴ διάλεκτος) vagy más nevein hellénikus  vagy hellenisztikus görög vagy bibliai görög  nyelv az ógörög nyelv dialektusaiból a hellenisztikus időszakban kialakított egységes „közös” nyelvét jelenti, amely a késő ókorban jelent meg és körülbelül Kr. e. 300-tól i.sz. 500-ig használták. Főleg a jón-attikai görögből származik, amelybe más nyelvjárások formái is behatoltak.
A koiné görög szó azt jelenti, hogy “közös” vagy “általános”. A koiné görög egy olyan közös nyelv volt, ami az időszámításunk elejére a Földközi tenger térségében elterjedt. Nagy Sándor, Makedónia királya a hódításai mellett a görög nyelvet és a görög kultúrát is elterjesztette. A görög nyelv egyre inkább azon nemzetközi közvetítő nyelv szerepét vette át, amit a modern korban többnyire az angol tölt be. Ez volt az a nyelv is, amelyen a bibliai evangéliumokat és az Újszövetséget írták, valamint a kereszténység tanításának és terjesztésének nyelve volt a Krisztus utáni első századokban. A Római Birodalomban a nem hivatalos első vagy második nyelv volt és a latin mellett nyugaton is széles körben beszélték. Ez volt a Konstantinápolyban használt liturgikus nyelv. Ebben az értelemben itt a késő középkorig használták és szinte egészen a modern időkig folytatták a koiné nyelven való írást.
A középkor elején Sevillai Izidor a koinét az ötödik görög dialektusnak tekintette az attikai, dór, ión és eolikus nyelvjárás mellett. A koinét ma az ógörög nyelvek közé sorolják, de elég egyértelműen különbözik Szophoklész vagy Platón klasszikus görögétől és nagyon jelentős mértékben Homérosz archaikus nyelvétől, többek között a nyelvtani és fonetikai egyszerűsítések miatt.
A Septuaginta az Ószövetség koiné görög fordítása, amelyet a Kr. e. 3. században II. Ptolemaiosz kérésére fordítottak le görög nyelvre. Betekintést nyújt a nyelvészeknek abba, hogy az utolsó kereszténység előtti évszázadok zsidó tudósai hogyan értették a Tanakh, azaz az Ószövetség héber nyelvét. A fordítás azonban távol áll a szó szerinti egyezéstől és tartalmaz néhány félreértelmezést.
Az Újszövetségben a János ev. 19,19-20 alapján az evangélium azt mondja, hogy Jézus kivégzésekor a „Názáreti Jézus, a zsidók királya” feliratú táblát három nyelven, héberül, latinul és görögül írták. A görög nyelv lingua francaként való elterjedése nagyban elősegítette az új vallás terjedését is. Az evangéliumok görög nyelvű megírásával egyetemben a kereszténység gyorsan elterjedt a városi lakosság körében, a Földközi-tenger keleti részén (a vidékiek többnyire helyi nyelveket beszéltek).